# Crișan (Hunedoara)
Crișan is een dorp in de regio Transsylvanië, in het Roemeense district Hunedoara. Het dorp ligt in de buurt van Crișul Alb, 10 km ten noordwesten van Brad. In 1733 werd hier Gheorghe Crișan-Marcul geboren, de leider van de Roemeense opstand van 1784.